# Avel' Enukidze
Avel' Safronovič Enukidze (in russo А́вель Сафронович Енуки́дзе?, in georgiano აბელ ენუქიძე?; Ckadisi, 19 maggio 1877 – Mosca, 30 ottobre 1937) è stato un politico georgiano, fu uno dei più eminenti "vecchi bolscevichi" e in seguito membro del Comitato Centrale del PCUS (Partito Comunista dell'Unione Sovietica) di Mosca.
Nel 1932, insieme a Michail Ivanovič Kalinin e Vjačeslav Michajlovič Molotov, Enukidze fu uno dei co-firmatari della "Legge delle spighe" che diede il via alla collettivizzazione. Successivamente venne accusato di attività controrivoluzionarie e finì vittima delle "Grandi purghe" nel 1937.

## Biografia
Enukidze scrisse un libro sulla storia di una celebre tipografia clandestina nel Caucaso che si occupò di distribuire, in tutta la Russia, le rivoluzionarie tesi di Vladimir Lenin durante il periodo zarista. Presto egli venne accusato di voler deliberatamente sminuire il ruolo e il contributo di Iosif Stalin alla tipografia e al movimento bolscevico di Baku. In realtà, Stalin aveva avuto poco a che fare in materia; era stato invece lo stesso Enukidze ad aver svolto un ruolo da protagonista nella faccenda. Ma il contributo rivoluzionario era troppo importante per il prestigio di un bolscevico, e Stalin non apprezzò come Enukidze aveva sminuito la sua importanza. Nel luglio 1935, dopo aver suggerito a Stalin di dimettersi, Enukidze venne chiamato a giudizio dalla Commissione Centrale del Plenum di Mosca, immediatamente espulso dal partito, e due anni dopo, arrestato, processato, e fucilato.
Ai processi di Mosca del 1938, viene accusato in maniera postuma di aver ordinato nel 1934 l'omicidio di Kirov a Genrich Grigor'evič Jagoda.
Durante il periodo della destalinizzazione, Enukidze venne riabilitato come vittima innocente delle purghe di Stalin.